# Albert Günther (Zoologe)

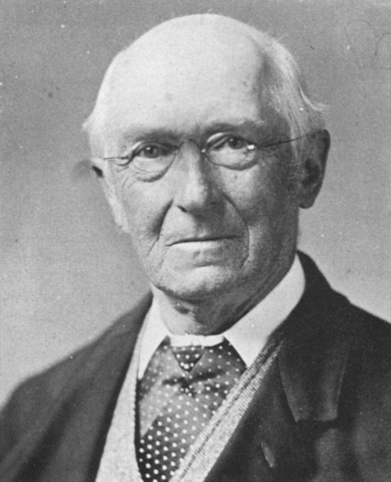
Albert Carl Ludwig Gotthilf Günther

Albert Carl Ludwig Gotthilf Günther (* 3. Oktober 1830 in Esslingen am Neckar; † 1. Februar 1914 in Hampton Wick, Middlesex) war ein deutscher Zoologe mit dem Schwerpunkt Ichthyologie.

## Leben und Wirken
Albert Günther wurde in Esslingen am Neckar geboren. Er studierte Theologie in Bonn und Berlin und später Medizin in Tübingen. Er schloss sich in seiner Studienzeit der Tübinger Königsgesellschaft Roigel an. Ab 1856 arbeitete er als Ichthyologe am Natural History Museum in London. 1875 wurde er Direktor der Zoologischen Abteilung des Museums. Diesen Posten hatte er bis 1895 inne. Neben Fischen beschäftigte sich Günther auch mit Säugetieren, Reptilien und Amphibien. Mit 333 erstbeschriebenen Reptilienarten nimmt er in der Rangliste der produktivsten Reptilientaxonomen (nach George Albert Boulenger) den zweiten Platz ein.
Günther heiratete Roberta, die Schwester von William Carmichael McIntosh. Sein Sohn Robert Gunther (1869–1940) war Wissenschaftshistoriker.

## Ehrungen
Günther wurde 1867 als Mitglied („Fellow“) in die Royal Society gewählt, die ihn 1878 mit der Royal Medal auszeichnete. 1895 wurde er Ehrenmitglied (Honorary Fellow) der Royal Society of Edinburgh. 1904 wurde ihm die Linné-Medaille der Linnean Society of London verliehen. 1882 wurde er als korrespondierendes Mitglied in die Russische Akademie der Wissenschaften in Sankt Petersburg aufgenommen. Außerdem wurden ein Flugdrache namens Draco guentheri und das Günther-Dikdik (Madoqua guentheri) nach ihm benannt.

## Ausgewählte Werke
- The Reptiles of British India, Ray Society 1864
- On the fishes of the state of Central America … 1866.
- Description of new species of fishes in the British Museum. 1874.
- Andrew Garrett’s Fische der Südsee, beschrieben und redigirt (= Journal des Museum Godeffroy. Band 2). Ludwig Friederichsen, Hamburg 1875.
- A contribution to the knowledge of the fish fauna of the Rio Plata. 1880.
- Report on the Deep-Sea Fishes collected by H.M.S. Challenger during the years 1873–1876. 1887 (archive.org).